# Do menor
La tonalidad de do menor (que en el sistema europeo se abrevia Dom y en el sistema estadounidense Cm) es la que consiste en la escala menor de do, y contiene las notas do, re, mi bemol, fa, sol, la bemol, si bemol y do. Su armadura tiene tres bemoles. Su tonalidad relativa es mi bemol mayor, y su tonalidad homónima es do mayor. Las alteraciones para las versiones melódicas y armónicas son escritas si son necesarias.

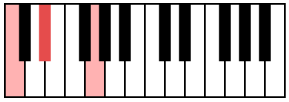
El acorde de tríada: do, mi♭, sol

## Usos
En el barroco, la música en do menor usualmente se escribía con una armadura de dos bemoles, y algunas ediciones modernas de aquel repertorio lo hacen así. Esto se debe a que todavía persistía la ambigüedad entre la tonalidad y los antiguos modos. En este caso Do menor, sin el la bemol, funcionaba por momentos como Do dórico.
De los dos conciertos para piano que Mozart escribió en menor, uno de ellos está en do menor, el n.º 24, KV. 491.
Do menor ha sido asociado con el ímpetu heroico desde el tiempo de Beethoven, con la obra quinta esencial en la tonalidad que es su Sinfonía n.° 5; ver Beethoven y do menor. El hecho de que la Sinfonía n.° 1 de Brahms estuviese en do menor contribuyó a que se le denominara la "décima de Beethoven". Tres de las nueve sinfonías de Anton Bruckner están en do menor.

## Obras clásicas famosas en esta tonalidad
- Ludwig van Beethoven: Sonata para piano n.º 8 (la Patética) y su 5.ª Sinfonía.
- Fryderyk Chopin: Estudio Op. 10 nº12 "Revolucionario".
- Fryderyk Chopin: Nocturno Op. 48 n°1.
- Johannes Brahms: Sinfonía n.º 1.
- Anton Bruckner: Sinfonía n.º 8.
- Gustav Mahler: Sinfonía n.º 2 (Resurrección).
- Camille Saint-Saëns: Hémiones, para dos pianos de El carnaval de los animales.
- Serguéi Rajmáninov: Concierto para Piano n.º 2 (Op. 18).
- Ludwig Van Beethoven: Concierto para piano n.º 3 (Op. 37)
- Ludwig Van Beethoven: Sinfonía n.º 5 (Op. 67)